# Kvalspelet till damernas turnering i volleyboll vid olympiska sommarspelen 2012 (Europa)
Kvalspelet till damernas turnering i volleyboll vid olympiska sommarspelen 2012 i Europa hölls 27 augusti 2011 till 6 maj 2012. I kvalet deltog 25 damlandslag från CEV:s medlemsförbund. Turkiet vann kvalturneringen och kvalificerade sig till OS 2012.

## Deltagande lag
| - Österrike - Azerbajdzjan - Belgien - Bosnien och Hercegovina - Bulgarien | - Kroatien - Danmark - Frankrike - Georgien - Tyskland | - Grekland - Israel - Nederländerna - Portugal - Tjeckien | - Polen - Rumänien - Ryssland - Serbien - Spanien | - Slovakien - Sverige - Turkiet - Ukraina - Ungern |

## Första rundan

### Deltagande lag
- Österrike
- Bosnien och Hercegovina
- Danmark
- Georgien
- Portugal
- Sverige

### Resultat

#### Match 1
| Datum    | Mellan                            | Resultat | Set   | Set   | Set   | Set   | Set | Poäng totalt | Speltid | Åskådare |
| Datum    | Mellan                            | Resultat | 1     | 2     | 3     | 4     | 5   | Poäng totalt | Speltid | Åskådare |
| -------- | --------------------------------- | -------- | ----- | ----- | ----- | ----- | --- | ------------ | ------- | -------- |
| 27-08-11 | Danmark - Bosnien och Hercegovina | 3 - 1    | 18:25 | 25:17 | 25:22 | 25:22 |     | 93 - 86      | 2h:07   | -        |
| 02-09-11 | Österrike - Portugal              | 3 - 0    | 25:16 | 25:15 | 25:16 |       |     | 75 - 47      | 1h:11   | 500      |
| 03-09-11 | Sverige - Georgien                | 3 - 0    | 25:17 | 25:13 | 25:7  |       |     | 75 - 37      | 1h:05   | 320      |

#### Match 2
| Datum    | Mellan                            | Resultat | Set   | Set   | Set   | Set   | Set  | Poäng totalt | Speltid | Åskådare |
| Datum    | Mellan                            | Resultat | 1     | 2     | 3     | 4     | 5    | Poäng totalt | Speltid | Åskådare |
| -------- | --------------------------------- | -------- | ----- | ----- | ----- | ----- | ---- | ------------ | ------- | -------- |
| 28-08-11 | Danmark - Bosnien och Hercegovina | 2 - 3    | 17:25 | 17:25 | 25:18 | 25:22 | 7:15 | 91 - 105     | 2h:03   | 300      |
| 03-09-11 | Österrike - Portugal              | 3 - 0    | 25:17 | 25:23 | 25:21 |       |      | 75 - 47      | 1h:22   | 350      |
| 04-09-11 | Sverige - Georgien                | 3 - 0    | 25:14 | 25:15 | 25:10 |       |      | 75 - 39      | 0h:59   | 250      |

### Kvalificerade för andra rundan
- Österrike
- Danmark (15:13)*
- Sverige

* Kvalificerat genom golden-set

## Andra rundan

### Deltagande lag
| - Österrike - Azerbajdzjan - Belgien - Bulgarien - Kroatien - Danmark | - Frankrike - Grekland - Israel - Nederländerna - Tjeckien - Rumänien | - Ryssland - Spanien - Slovakien - Sverige - Ukraina - Ungern |

### Grupper
| Grupp A                        | Grupp B                        | Grupp C                           | Grupp D                        | Grupp E                     | Grupp F                            |
| ------------------------------ | ------------------------------ | --------------------------------- | ------------------------------ | --------------------------- | ---------------------------------- |
| Belgien · Ryssland · Slovakien | Österrike · Rumänien · Spanien | Grekland · Israel · Nederländerna | Kroatien · Frankrike · Sverige | Tjeckien · Ukraina · Ungern | Azerbajdzjan · Bulgarien · Danmark |

### Grupper A
Spelplats:  Jantarnyj

#### Resultat
| Datum    | Mellan               | Resultat | Set   | Set   | Set   | Set | Set | Poäng totalt | Speltid | Åskådare |
| Datum    | Mellan               | Resultat | 1     | 2     | 3     | 4   | 5   | Poäng totalt | Speltid | Åskådare |
| -------- | -------------------- | -------- | ----- | ----- | ----- | --- | --- | ------------ | ------- | -------- |
| 09-11-11 | Ryssland - Slovakien | 3 - 0    | 25:14 | 25:18 | 25:11 |     |     | 75 - 43      | 1h:04   | 3.400    |
| 10-11-11 | Belgien - Ryssland   | 0 - 3    | 23:25 | 17:25 | 20:25 |     |     | 60 - 75      | 1h:12   | 4.100    |
| 11-11-11 | Slovakien - Belgien  | 0 - 3    | 17:25 | 16:25 | 14:25 |     |     | 47 - 75      | 1h:03   | 700      |

#### Sluttabell
| Pos | Landslag  | Poäng | Matcher | Matcher | Matcher   | Set   | Set       | Kvot  | Poäng | Poäng     | Kvot  |
| Pos | Landslag  | Poäng | Spelade | Vunna   | Förlorade | Vunna | Förlorade | Kvot  | Vunna | Förlorade | Kvot  |
| --- | --------- | ----- | ------- | ------- | --------- | ----- | --------- | ----- | ----- | --------- | ----- |
| 1   | Ryssland  | 6     | 2       | 2       | 0         | 6     | 0         | MAX   | 150   | 103       | 1.456 |
| 2   | Belgien   | 3     | 2       | 1       | 1         | 3     | 3         | 1.000 | 135   | 122       | 1.107 |
| 3   | Slovakien | 0     | 2       | 0       | 2         | 0     | 6         | 0.000 | 90    | 150       | 0.600 |

### Grupp B
Spelplats:  Jantarnyj

#### Resultat
| Datum    | Mellan               | Resultat | Set   | Set   | Set   | Set   | Set | Poäng totalt | Speltid | Åskådare |
| Datum    | Mellan               | Resultat | 1     | 2     | 3     | 4     | 5   | Poäng totalt | Speltid | Åskådare |
| -------- | -------------------- | -------- | ----- | ----- | ----- | ----- | --- | ------------ | ------- | -------- |
| 09-11-11 | Rumänien - Österrike | 3 - 0    | 25:23 | 25:14 | 26:24 |       |     | 76 - 61      | 1h:17   | 850      |
| 10-11-11 | Spanien - Rumänien   | 1 - 3    | 22:25 | 25:18 | 18:25 | 17:25 |     | 82 - 93      | 1h:37   | 700      |
| 11-11-11 | Österrike - Spanien  | 0 - 3    | 20:25 | 20:25 | 13:25 |       |     | 53 - 75      | 1h:08   | 500      |

#### Sluttabell
| Pos | Landslag  | Poäng | Matcher | Matcher | Matcher   | Set   | Set       | Kvot  | Poäng | Poäng     | Kvot  |
| Pos | Landslag  | Poäng | Spelade | Vunna   | Förlorade | Vunna | Förlorade | Kvot  | Vunna | Förlorade | Kvot  |
| --- | --------- | ----- | ------- | ------- | --------- | ----- | --------- | ----- | ----- | --------- | ----- |
| 1   | Rumänien  | 6     | 2       | 2       | 0         | 6     | 1         | 6.000 | 169   | 143       | 1.182 |
| 2   | Spanien   | 3     | 2       | 1       | 1         | 4     | 3         | 1.333 | 157   | 146       | 1.075 |
| 3   | Österrike | 0     | 2       | 0       | 2         | 0     | 6         | 0.000 | 114   | 151       | 0.755 |

### Finalspel (grupp A och B)
|  | Semifinaler | Semifinaler |          |          | Final | Final |  |
|  |             |             |          |          |       |       |  |
|  | Rumänien    | 3           |          |          |       |       |  |
|  | Rumänien    | 3           |          |          |       |       |  |
|  | Belgien     | 1           |          |          |       |       |  |
|  | Belgien     | 1           |          | Rumänien | 1     |       |  |
|  |             |             |          | Rumänien | 1     |       |  |
|  |             |             | Ryssland | 3        |       |       |  |
|  | Ryssland    | 3           | Ryssland | 3        |       |       |  |
|  | Ryssland    | 3           |          |          |       |       |  |
|  | Spanien     | 0           |          |          |       |       |  |

#### Resultat
| Datum    | Mellan              | Resultat | Set   | Set   | Set   | Set   | Set | Poäng totalt | Speltid | Åskådare |
| Datum    | Mellan              | Resultat | 1     | 2     | 3     | 4     | 5   | Poäng totalt | Speltid | Åskådare |
| -------- | ------------------- | -------- | ----- | ----- | ----- | ----- | --- | ------------ | ------- | -------- |
| 12-11-11 | Rumänien - Belgien  | 3 - 1    | 19:25 | 27:25 | 25:21 | 25:21 |     | 96 - 92      | 1h:45   | 2.000    |
| 12-11-11 | Ryssland - Spanien  | 3 - 0    | 25:14 | 25:10 | 25:15 |       |     | 75 - 39      | 1h:00   | 4.300    |
| 13-11-11 | Rumänien - Ryssland | 1 - 3    | 17:25 | 25:22 | 11:25 | 18:25 |     | 71 - 97      | 1h:34   | 6.200    |

### Grupper C
Spelplats:  Parenzo

#### Resultat
| Datum    | Mellan                   | Resultat | Set   | Set   | Set   | Set   | Set   | Poäng totalt | Speltid | Åskådare |
| Datum    | Mellan                   | Resultat | 1     | 2     | 3     | 4     | 5     | Poäng totalt | Speltid | Åskådare |
| -------- | ------------------------ | -------- | ----- | ----- | ----- | ----- | ----- | ------------ | ------- | -------- |
| 09-11-11 | Israel - Grekland        | 3 - 2    | 12:25 | 25:22 | 25:23 | 27:29 | 15:12 | 104 - 111    | 2h:19   | 100      |
| 10-11-11 | Nederländerna - Israel   | 3 - 0    | 25:14 | 25:15 | 25:16 |       |       | 75 - 45      | 1h:01   | 50       |
| 11-11-11 | Grekland - Nederländerna | 0 - 3    | 11:25 | 10:25 | 9:25  |       |       | 30 - 75      | 0h:58   | 50       |

#### Sluttabell
| Pos | Landslag      | Poäng | Matcher | Matcher | Matcher   | Set   | Set       | Kvot  | Poäng | Poäng     | Kvot  |
| Pos | Landslag      | Poäng | Spelade | Vunna   | Förlorade | Vunna | Förlorade | Kvot  | Vunna | Förlorade | Kvot  |
| --- | ------------- | ----- | ------- | ------- | --------- | ----- | --------- | ----- | ----- | --------- | ----- |
| 1   | Nederländerna | 6     | 2       | 2       | 0         | 6     | 0         | MAX   | 150   | 75        | 2.000 |
| 2   | Israel        | 2     | 2       | 1       | 1         | 3     | 5         | 0.600 | 149   | 186       | 0.801 |
| 3   | Grekland      | 1     | 2       | 0       | 2         | 2     | 6         | 0.333 | 141   | 179       | 0.788 |

### Grupp D
Spelplats:  Parenzo

#### Resultat
| Datum    | Mellan               | Resultat | Set   | Set   | Set   | Set | Set | Poäng totalt | Speltid | Åskådare |
| Datum    | Mellan               | Resultat | 1     | 2     | 3     | 4   | 5   | Poäng totalt | Speltid | Åskådare |
| -------- | -------------------- | -------- | ----- | ----- | ----- | --- | --- | ------------ | ------- | -------- |
| 09-11-11 | Kroatien - Sverige   | 3 - 0    | 25:15 | 25:13 | 25:16 |     |     | 75 - 44      | 1h:05   | 500      |
| 10-11-11 | Frankrike - Kroatien | 0 - 3    | 21:25 | 18:25 | 20:25 |     |     | 59 - 75      | 1h:10   | 950      |
| 11-11-11 | Sverige - Frankrike  | 0 - 3    | 16:25 | 11:25 | 15:25 |     |     | 42 - 75      | 1h:07   | 50       |

#### Sluttabell
| Pos | Landslag  | Poäng | Matcher | Matcher | Matcher   | Set   | Set       | Kvot  | Poäng | Poäng     | Kvot  |
| Pos | Landslag  | Poäng | Spelade | Vunna   | Förlorade | Vunna | Förlorade | Kvot  | Vunna | Förlorade | Kvot  |
| --- | --------- | ----- | ------- | ------- | --------- | ----- | --------- | ----- | ----- | --------- | ----- |
| 1   | Kroatien  | 6     | 2       | 2       | 0         | 6     | 0         | MAX   | 150   | 103       | 1.456 |
| 2   | Frankrike | 3     | 2       | 1       | 1         | 3     | 3         | 1.000 | 134   | 117       | 1.145 |
| 3   | Sverige   | 0     | 2       | 0       | 2         | 0     | 6         | 0.000 | 86    | 150       | 0.573 |

### Finalspel (grupp C och D)
|  | Semifinaler   | Semifinaler |               |          | Final | Final |  |
|  |               |             |               |          |       |       |  |
|  | Kroatien      | 3           |               |          |       |       |  |
|  | Kroatien      | 3           |               |          |       |       |  |
|  | Israel        | 1           |               |          |       |       |  |
|  | Israel        | 1           |               | Kroatien | 3     |       |  |
|  |               |             |               | Kroatien | 3     |       |  |
|  |               |             | Nederländerna | 2        |       |       |  |
|  | Nederländerna | 3           | Nederländerna | 2        |       |       |  |
|  | Nederländerna | 3           |               |          |       |       |  |
|  | Frankrike     | 0           |               |          |       |       |  |

#### Resultat
| Datum    | Mellan                    | Resultat | Set   | Set   | Set   | Set   | Set   | Poäng totalt | Speltid | Åskådare |
| Datum    | Mellan                    | Resultat | 1     | 2     | 3     | 4     | 5     | Poäng totalt | Speltid | Åskådare |
| -------- | ------------------------- | -------- | ----- | ----- | ----- | ----- | ----- | ------------ | ------- | -------- |
| 12-11-11 | Kroatien - Israel         | 3 - 1    | 25:14 | 25:18 | 21:25 | 25:20 |       | 96 - 77      | 1h:36   | 500      |
| 12-11-11 | Nederländerna - Frankrike | 3 - 0    | 25:14 | 27:25 | 25:20 |       |       | 77 - 59      | 1h:08   | 800      |
| 13-11-11 | Kroatien - Nederländerna  | 3 - 2    | 15:25 | 25:19 | 25:19 | 15:25 | 15:13 | 95 - 101     | 1h:49   | 2.000    |

### Grupper E
Spelplats:  Baku

#### Resultat
| Datum    | Mellan             | Resultat | Set   | Set   | Set   | Set   | Set | Poäng totalt | Speltid | Åskådare |
| Datum    | Mellan             | Resultat | 1     | 2     | 3     | 4     | 5   | Poäng totalt | Speltid | Åskådare |
| -------- | ------------------ | -------- | ----- | ----- | ----- | ----- | --- | ------------ | ------- | -------- |
| 08-11-11 | Ungern - Ukraina   | 1 - 3    | 25:23 | 15:25 | 19:25 | 23:25 |     | 82 - 98      | 1h:45   | 200      |
| 09-11-11 | Tjeckien - Ungern  | 3 - 0    | 25:18 | 25:21 | 25:17 |       |     | 75 - 56      | 1h:12   | 200      |
| 10-11-11 | Ukraina - Tjeckien | 0 - 3    | 19:25 | 18:25 | 16:25 |       |     | 53 - 75      | 1h:01   | 150      |

#### Sluttabell
| Pos | Landslag | Poäng | Matcher | Matcher | Matcher   | Set   | Set       | Kvot  | Poäng | Poäng     | Kvot  |
| Pos | Landslag | Poäng | Spelade | Vunna   | Förlorade | Vunna | Förlorade | Kvot  | Vunna | Förlorade | Kvot  |
| --- | -------- | ----- | ------- | ------- | --------- | ----- | --------- | ----- | ----- | --------- | ----- |
| 1   | Tjeckien | 6     | 2       | 2       | 0         | 6     | 0         | MAX   | 150   | 109       | 1.376 |
| 2   | Ukraina  | 3     | 2       | 1       | 1         | 3     | 4         | 0.750 | 151   | 157       | 0.962 |
| 3   | Ungern   | 0     | 2       | 0       | 2         | 1     | 6         | 0.167 | 138   | 173       | 0.798 |

### Grupp F
Spelplats:  Baku

#### Resultat
| Datum    | Mellan                   | Resultat | Set   | Set   | Set   | Set   | Set  | Poäng totalt | Speltid | Åskådare |
| Datum    | Mellan                   | Resultat | 1     | 2     | 3     | 4     | 5    | Poäng totalt | Speltid | Åskådare |
| -------- | ------------------------ | -------- | ----- | ----- | ----- | ----- | ---- | ------------ | ------- | -------- |
| 08-11-11 | Bulgarien - Danmark      | 3 - 0    | 25:12 | 25:12 | 25:16 |       |      | 75 - 40      | 1h:05   | 150      |
| 09-11-11 | Azerbajdzjan - Bulgarien | 2 - 3    | 25:18 | 19:25 | 25:19 | 23:25 | 7:15 | 99 - 102     | 1h:51   | 1.350    |
| 10-11-11 | Danmark - Azerbajdzjan   | 0 - 3    | 14:25 | 22:25 | 7:25  |       |      | 43 - 75      | 1h:01   | 500      |

#### Sluttabell
| Pos | Landslag     | Poäng | Matcher | Matcher | Matcher   | Set   | Set       | Kvot  | Poäng | Poäng     | Kvot  |
| Pos | Landslag     | Poäng | Spelade | Vunna   | Förlorade | Vunna | Förlorade | Kvot  | Vunna | Förlorade | Kvot  |
| --- | ------------ | ----- | ------- | ------- | --------- | ----- | --------- | ----- | ----- | --------- | ----- |
| 1   | Bulgarien    | 5     | 2       | 2       | 0         | 6     | 2         | 3.000 | 177   | 139       | 1.273 |
| 2   | Azerbajdzjan | 4     | 2       | 1       | 1         | 5     | 3         | 1.667 | 174   | 145       | 1.200 |
| 3   | Danmark      | 0     | 2       | 0       | 2         | 0     | 6         | 0.000 | 83    | 150       | 0.553 |

### Finalspel (grupp E och F)
|  | Semifinaler  | Semifinaler |           |              | Final | Final |  |
|  |              |             |           |              |       |       |  |
|  | Tjeckien     | 1           |           |              |       |       |  |
|  | Tjeckien     | 1           |           |              |       |       |  |
|  | Azerbajdzjan | 3           |           |              |       |       |  |
|  | Azerbajdzjan | 3           |           | Azerbajdzjan | 2     |       |  |
|  |              |             |           | Azerbajdzjan | 2     |       |  |
|  |              |             | Bulgarien | 3            |       |       |  |
|  | Bulgarien    | 3           | Bulgarien | 3            |       |       |  |
|  | Bulgarien    | 3           |           |              |       |       |  |
|  | Ukraina      | 1           |           |              |       |       |  |

#### Resultat
| Datum    | Mellan                   | Resultat | Set   | Set   | Set   | Set   | Set  | Poäng totalt | Speltid | Åskådare |
| Datum    | Mellan                   | Resultat | 1     | 2     | 3     | 4     | 5    | Poäng totalt | Speltid | Åskådare |
| -------- | ------------------------ | -------- | ----- | ----- | ----- | ----- | ---- | ------------ | ------- | -------- |
| 11-11-11 | Bulgarien - Ukraina      | 3 - 1    | 25:22 | 25:20 | 23:25 | 25:17 |      | 98 - 84      | 1h:45   | 500      |
| 11-11-11 | Tjeckien - Azerbajdzjan  | 1 - 3    | 16:25 | 25:19 | 16:25 | 23:25 |      | 80 - 94      | 1h:36   | 2.700    |
| 13-11-11 | Azerbajdzjan - Bulgarien | 2 - 3    | 12:25 | 25:21 | 18:25 | 25:15 | 9:15 | 89 - 101     | 1h:52   | 1.900    |

### Kvalificerade för tredje rundan
- Bulgarien
- Kroatien
- Ryssland

## Tredje rundan

### Deltagande lag
- Bulgarien
- Kroatien
- Tyskland
- Nederländerna[1]
- Polen
- Ryssland
- Serbien
- Turkiet

### Grupper
| Grupp A                                   | Grupp B                                    |
| ----------------------------------------- | ------------------------------------------ |
| Bulgarien · Kroatien · Tyskland · Turkiet | Nederländerna · Polen · Ryssland · Serbien |

### Grupp A

#### Resultat
| Datum    | Mellan               | Resultat | Set   | Set   | Set   | Set   | Set | Poäng totalt | Speltid | Åskådare |
| Datum    | Mellan               | Resultat | 1     | 2     | 3     | 4     | 5   | Poäng totalt | Speltid | Åskådare |
| -------- | -------------------- | -------- | ----- | ----- | ----- | ----- | --- | ------------ | ------- | -------- |
| 01-05-12 | Kroatien - Tyskland  | 0 - 3    | 12:25 | 16:25 | 17:25 |       |     | 45 - 75      | 1h:07   | 500      |
| 01-05-12 | Turkiet - Bulgarien  | 3 - 0    | 25:21 | 25:17 | 25:15 |       |     | 75 - 53      | 1h:09   | 7.000    |
| 02-05-12 | Turkiet - Kroatien   | 3 - 0    | 25:19 | 25:20 | 25:14 |       |     | 75 - 53      | 1h:09   | 5.300    |
| 03-05-12 | Bulgarien - Kroatien | 3 - 0    | 25:21 | 25:21 | 25:20 |       |     | 75 - 62      | 1h:13   | 1.200    |
| 03-05-12 | Tyskland - Turkiet   | 1 - 3    | 25:18 | 16:25 | 23:25 | 28:30 |     | 92 - 98      | 1h:54   | 6.000    |
| 04-05-12 | Tyskland - Bulgarien | 3 - 0    | 25:22 | 25:22 | 25:11 |       |     | 75 - 55      | 1h:18   | 600      |

#### Sluttabell
| Pos | Lag       | Poäng | Matcher | Matcher | Matcher   | Set   | Set       | Kvot  | Poäng | Poäng     | Kvot  |
| Pos | Lag       | Poäng | Spelade | Vunna   | Förlorade | Vunna | Förlorade | Kvot  | Vunna | Förlorade | Kvot  |
| --- | --------- | ----- | ------- | ------- | --------- | ----- | --------- | ----- | ----- | --------- | ----- |
| 1   | Turkiet   | 9     | 3       | 3       | 0         | 9     | 1         | 9.000 | 248   | 198       | 1.252 |
| 2   | Tyskland  | 6     | 3       | 2       | 1         | 7     | 3         | 2.333 | 242   | 198       | 1.222 |
| 3   | Bulgarien | 3     | 3       | 1       | 2         | 3     | 6         | 0.500 | 183   | 212       | 0.863 |
| 4   | Kroatien  | 0     | 3       | 0       | 3         | 0     | 9         | 0.000 | 160   | 225       | 0.711 |

### Grupp B

#### Resultat
| Datum    | Mellan                   | Resultat | Set   | Set   | Set   | Set   | Set   | Poäng totalt | Speltid | Åskådare |
| Datum    | Mellan                   | Resultat | 1     | 2     | 3     | 4     | 5     | Poäng totalt | Speltid | Åskådare |
| -------- | ------------------------ | -------- | ----- | ----- | ----- | ----- | ----- | ------------ | ------- | -------- |
| 01-05-12 | Polen - Nederländerna    | 3 - 1    | 25:18 | 25:23 | 23:25 | 25:13 |       | 98 - 79      | 1h:43   | 1.600    |
| 02-05-12 | Nederländerna - Serbien  | 3 - 2    | 20:25 | 28:30 | 28:26 | 30:28 | 15:11 | 121 - 120    | 2h:11   | 1.000    |
| 02-05-12 | Ryssland - Polen         | 2 - 3    | 17:25 | 25:16 | 21:25 | 25:19 | 16:18 | 104 - 103    | 2h:01   | 2.250    |
| 03-05-12 | Serbien - Ryssland       | 1 - 3    | 27:29 | 25:22 | 16:25 | 19:25 |       | 87 - 101     | 1h:41   | 1.100    |
| 04-05-12 | Serbien - Polen          | 2 - 3    | 27:29 | 21:25 | 25:21 | 25:19 | 13:15 | 111 - 109    | 2h:16   | 500      |
| 04-05-12 | Nederländerna - Ryssland | 1 - 3    | 25:23 | 11:25 | 16:25 | 14:25 |       | 66 - 98      | 1h:33   | 1.000    |

#### Sluttabell
| Pos | Lag           | Poäng | Matcher | Matcher | Matcher   | Set   | Set       | Kvot  | Poäng | Poäng     | Kvot  |
| Pos | Lag           | Poäng | Spelade | Vunna   | Förlorade | Vunna | Förlorade | Kvot  | Vunna | Förlorade | Kvot  |
| --- | ------------- | ----- | ------- | ------- | --------- | ----- | --------- | ----- | ----- | --------- | ----- |
| 1   | Polen         | 7     | 3       | 3       | 0         | 9     | 5         | 1.800 | 310   | 294       | 1.054 |
| 2   | Ryssland      | 7     | 3       | 2       | 1         | 8     | 5         | 1.600 | 303   | 256       | 1.184 |
| 3   | Nederländerna | 2     | 3       | 1       | 2         | 5     | 8         | 0.625 | 266   | 316       | 0.842 |
| 4   | Serbien       | 2     | 3       | 0       | 3         | 5     | 9         | 0.556 | 318   | 331       | 0.961 |

### Slutspel
|  | Semifinaler | Semifinaler |       |         | Final | Final |  |
|  |             |             |       |         |       |       |  |
|  | Turkiet     | 3           |       |         |       |       |  |
|  | Turkiet     | 3           |       |         |       |       |  |
|  | Ryssland    | 1           |       |         |       |       |  |
|  | Ryssland    | 1           |       | Turkiet | 3     |       |  |
|  |             |             |       | Turkiet | 3     |       |  |
|  |             |             | Polen | 0       |       |       |  |
|  | Polen       | 3           | Polen | 0       |       |       |  |
|  | Polen       | 3           |       |         |       |       |  |
|  | Tyskland    | 1           |       |         |       |       |  |

#### Resultat
| Datum    | Mellan             | Resultat | Set   | Set   | Set   | Set   | Set | Poäng totalt | Speltid | Åskådare |
| Datum    | Mellan             | Resultat | 1     | 2     | 3     | 4     | 5   | Poäng totalt | Speltid | Åskådare |
| -------- | ------------------ | -------- | ----- | ----- | ----- | ----- | --- | ------------ | ------- | -------- |
| 05-05-12 | Turkiet - Ryssland | 3 - 1    | 26:28 | 26:24 | 25:16 | 25:21 |     | 102 - 89     | 1h:54   | -        |
| 05-05-12 | Polen - Tyskland   | 3 - 1    | 25:22 | 16:25 | 25:14 | 25:17 |     | 91 - 78      | 1h:40   | 4.000    |
| 06-05-12 | Turkiet - Polen    | 3 - 0    | 25:22 | 25:22 | 25:19 |       |     | 75 - 63      | 1h:21   | 8.000    |